# Quadrangle d'Oxia Palus

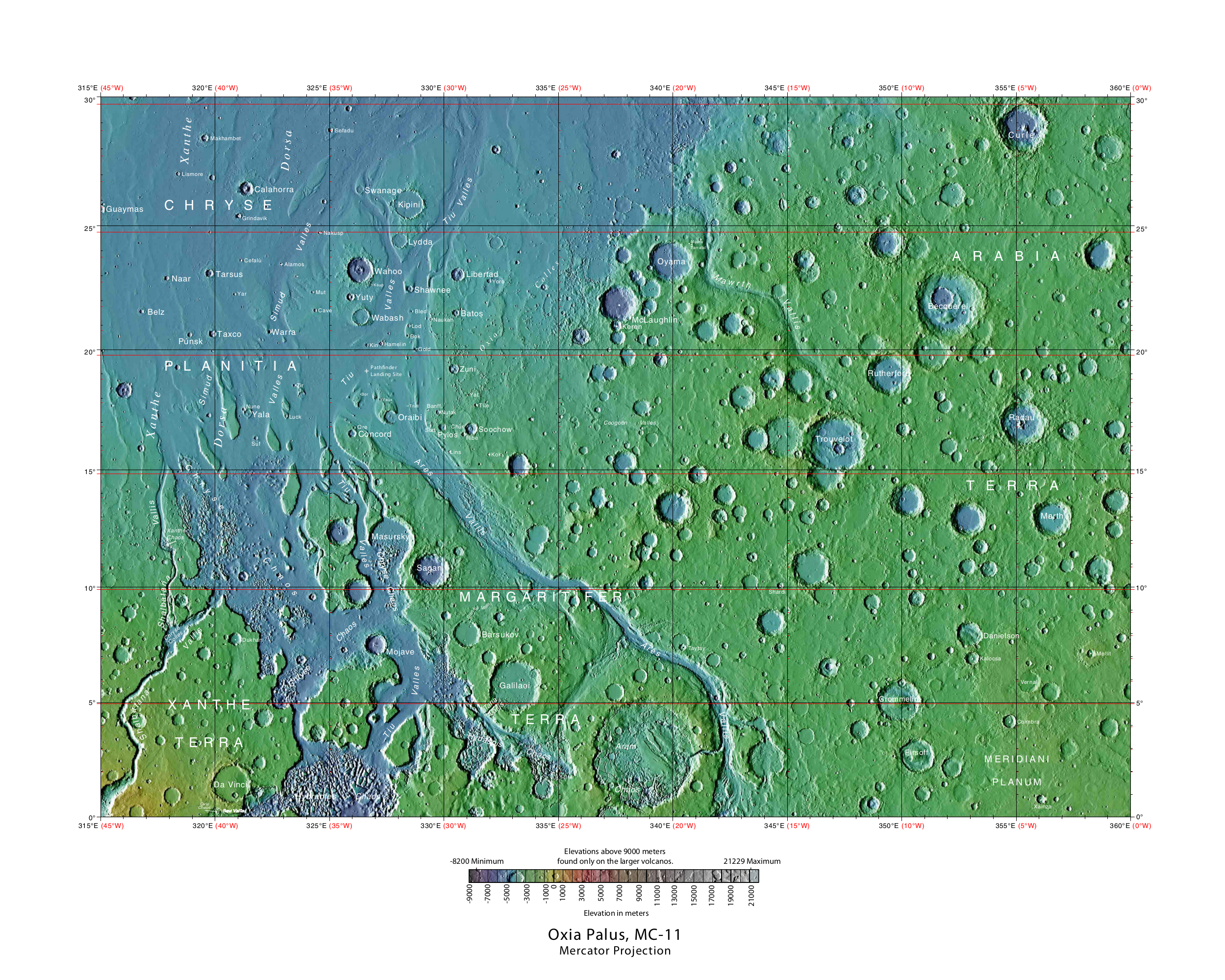
Quadrangle d'Oxia Palus

Dans le cadre de la géographie de la planète Mars, le quadrangle d'Oxia Palus — également identifié par le code USGS MC-11 — désigne une région martienne définie par des latitudes comprises entre 0° et 30° N et des longitudes comprises entre 315° et 360° E.